# Daniil Nikulin
Daniil Nikulin (né le 17 février 1999 à Donetsk) est un coureur cycliste ukrainien.

## Palmarès et résultats

### Palmarès sur route
- 2016
  -  Champion d'Ukraine du contre-la-montre juniors
- 2017
  -  Champion d'Ukraine sur route juniors
  -  Champion d'Ukraine du contre-la-montre juniors
- 2018
  - 2e du championnat d'Ukraine sur route espoirs
- 2021
  - 2e du championnat d'Ukraine sur route espoirs
  - 3e du championnat d'Ukraine du contre-la-montre espoirs

### Classements mondiaux
| Année                                 | 2018  | 2019 | 2020  | 2021  |
| ------------------------------------- | ----- | ---- | ----- | ----- |
| Classement mondial                    | 1514e | nc   | 1227e | 1015e |
| UCI Europe Tour                       | 969e  | nc   | 939e  | 754e  |
|                                       |       |      |       |       |
| Légende : nc = non classéSource : UCI |       |      |       |       |

### Palmarès sur piste
- 2018
  - 3e du championnat d'Ukraine de poursuite par équipes
- 2019
  - 2e du championnat d'Ukraine de poursuite par équipes